# 八丈語
八丈语，当地人称作岛语言（日語發音：[ɕima kotoba]），是日语中最独特的一支方言，在另外一些分类方案中是日本语系下的单独一支（与本土日语、北琉球語群和南琉球語群并列）。以此語為母語的人口分佈在八丈島和青島。沖繩縣的大東群島也說此語言，他們是在明治時代從伊豆群島遷過去的。根据相互理解性的标准，八丈语可被视作独立于日语的一种独特语言。:100-120

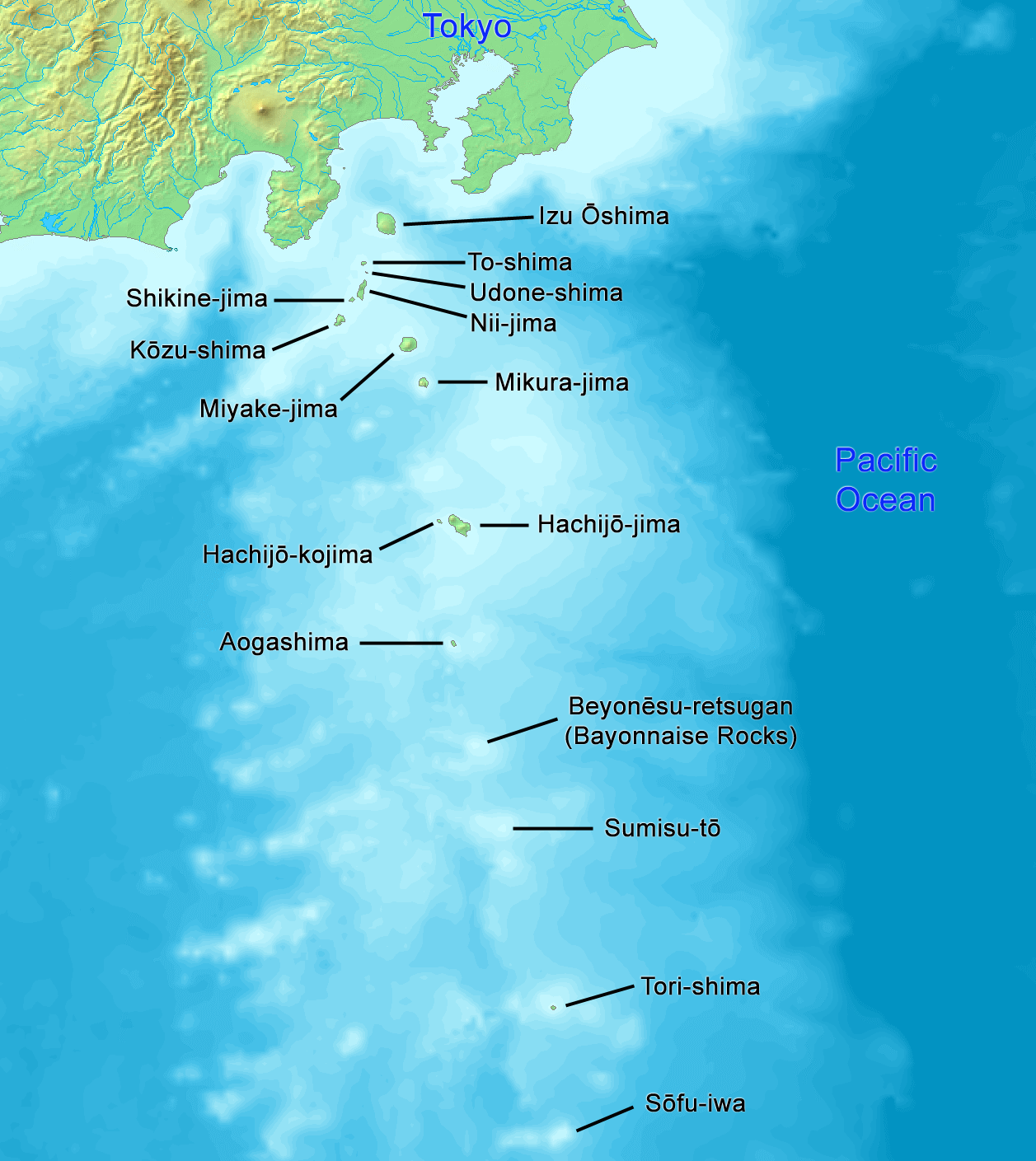
伊豆群岛的位置

八丈语是上代东国方言的后代，保留了8世纪《万叶集》中吾妻方言诗和《古风土记》所载常陆国方言特征。八丈语和九州方言的词汇也有相似之处，目前尚不清楚这意味着什么。
八丈語脫胎自上古日語的東國方言，保留有很多上古日語的特色，與今日其他地區的日本語变体差別迥異，難以互通。但由於島民與本土交流變得頻繁，加上大氣電波的標準日語廣播對民眾的影響，會說八丈語的當地人變得愈來愈少。2009年2月19日，被聯合國教科文組織列為瀕危語言。

## 分类与方言
伊豆群岛的八丈方言根据八丈支厅内历史上不同的村庄建制，可分为八组。八丈岛上有大贺乡、三根、中之乡、㭴立、末吉方言；八丈小岛上有宇津木、鸟打方言；青岛村自成一支。大贺乡与三根方言十分相似，中之乡与㭴立也是如此；而青岛方言和末吉方言与它们都不太相同。宇津木、鸟打方言没有被归入八丈语，尽管鸟打方言在语音上和大贺乡十分相似。:196–198大东群岛方言未被分类。
八丈语及其方言的分类由John Kupchik:7和国立国语研究所（NINJAL）:162–166:9分别独立作出，在日本-琉球语系内部的分类地位如下：
- 日本-琉球语系
  - 日本语族
    - 上代东国方言/上古日语东部方言
      - 八丈语
        - 大贺乡-三根方言（坂下方言）
        - 中之乡-㭴立方言（坂上方言）
        - 末吉方言
        - 青岛方言

    - 中-西部上古日语
      - 日语

  - 琉球语

青岛和㭴立方言与其他方言、与彼此均有较大差别。青岛方言与其他方言在语法上有细微的差异，:39词汇上则有明显不同。㭴立方言在词汇上和鸟打方言、八丈岛诸方言十分相近，但经历了一些独特的音变，例如/s、ɾ/消失；其他村庄的人把失去后者称作シタギレチャッチャ（sitagirecjaQcja）“无舌者”。:191–201
八丈岛的方言和其村庄一样，常被分为“坂上”和“坂下”两支。位于西北部的大贺乡和三根属于坂下，而位于南部的中之乡、㭴立和末吉属于坂上，尽管末吉方言与其他“坂上”方言并不太相近。:95–96因此，末吉方言经常被排除在“坂上”方言之外。
由于八丈语剩余的使用者人数不详，每种方言剩余的使用者人数也不详。自1969年八丈小岛被遗弃为无人岛后，一些讲宇津木和鸟打方言的人搬到了八丈岛，并继续讲八丈语，不过他们的语言似乎已经与坂下方言趋同。:95–96截至2009年，鸟打方言至少还有1名话者，宇津木方言至少还有5名。

## 音系

### 音位配列
与标准日语类似，八丈语音节可表示为(C)(j)V(C)：可选的声母辅音C；可选的颚介音/j/；强制的音节核元音V；可选的韵尾/N或Q/。韵尾/Q/只能出现在词中，音节核可以是短元音或长元音。
介音/j/表示前面的辅音颚化，有时也会导致特定辅音调音部位或调音方法发生变化。与日语相似，这些变化可在音位上被分析为颚化与不颚化的两类辅音。:63–66然而，从形态、跨方言的视角来看，将颚化辅音视作/C+j/的序列要更加直接，本文也用此方法，遵循Kaneda (2001)的分析。:15–16另外，当元音以闭前元音/i/起首，前面的辅音（若有）也会与有/j/一样被颚化。
八丈语区分三级音节重量，取决于音节的韵母：
- 轻音节带短元音且无韵尾（如ko）。也可分析为1音拍。
- 重音节带短元音且有韵尾（如koN），或带长元音且无韵尾（如koo）。也可分析为2音拍。
- 超重音节带长元音且有韵尾（如kooN）。也可分析为3音拍。

超重音节在八丈语中几乎不存在，也几乎不参与任何动词变位。它们即便出现，韵尾也往往会消失，长元音也可能缩短，使其变为重音节。当使用后者时，罗马音可用联结符表示为⟨kogo͡oN⟩，或径直写作短元音⟨kogoN⟩“这边走”；本文采用前一种写法。这些被缩短的元音和短元音的长度完全相同，但它们在不同方言间的反映仍和长元音相同（后详）。
还有少数词存在以N做韵核的音节，如ンンマキャ（NNmakja）“好吃”[m̩ː.ma.kʲa]（词根为NNma-，与日语uma-i同源）。

### 元音
八丈语所有方言都有下列5个短元音：:15–16
|        | 前元音 | 央元音 | 后元音 |
| ------ | ------ | ------ | ------ |
| 闭元音 | i      |        | u      |
| 中元音 | e      |        | o      |
| 开元音 |        | a      |        |

1. ↑  /u/与标准日语的相同，一般是不圆唇的[ɯ]或压唇的[ɯᵝ]，此处仍记作[u]。

八丈语很多长元音实际上是双元音。其中大部分的音值在不同方言间差异不小，有些方言中是单元音，另一些方言中是双元音。因此，本文的“长元音”也会包括双元音。不同方言间长元音的对应相当的直接：:17–28:129–134, 191–201
| 本文   | ii | uu | aa | ee     | ei       | oo    | ou    | aĭ | uĭ | oĭ |
| ------ | -- | -- | -- | ------ | -------- | ----- | ----- | -- | -- | -- |
| 㭴立   | iː | uː | aː | ia~jaː | iː~ɪː~e̝ː | oɐ    | ʊː~oː | ai | ui | oi |
| 中之乡 | iː | uː | aː | ea~jaː | ɪː~e̝ː~eː | oɐ    | ʊː~oː | ai | ui | oi |
| 末吉   | iː | uː | aː | eː     | iː       | aː    | oː    | ai | ui | oi |
| 三根   | iː | uː | aː | eː~ei  | ei       | oː~ou | ou    | ai | ui | oi |
| 大贺乡 | iː | uː | aː | eː     | eː       | oː    | oː    | ai | ui | oi |
| 鸟打   | iː | uː | aː | eː     | eː       | oː    | oː    | ai | ui | oi |
| 宇津木 | iː | uː | aː | eː     | ɐi       | oː    | ɐu    | ɐi | ui | oi |
| 青岛   | iː | uː | aː | eː     | ei~eː    | oː    | ɔu    | ai | ui | oi |
| 南大东 | iː | uː | aː | eː     | (eː?)    | (oː?) | oː    | ai | ui | oi |

1. 1 2  坂上方言部分话者的口音中，双元音的第一个组分已经变为[i]或介音/j/，这一音变一般会引发前接辅音的颚化。㭴立方言的颚化比中之乡方言更普遍。变化后的元音常被写作⟨ea/ia/jaa⟩。[2]:100, 149–151
2. 1 2  [ɪ]、[e̝]常分别记作⟨i⟩和⟨e⟩~⟨ė⟩。
3. 1 2 3 4 5  [ɐ]常记作⟨a⟩。
4. 1 2  [ʊ]常记作⟨o/u⟩。
5. 1 2  不同文献描述的三根方言在/eː/与/ei/、/oː/与/ou/合流与否存在差异。Kaneda (2001)认为它们尚未合流，在转写中区分它们，而NINJAL (1950)则只列出了[ei]和[ou]。[1]:27–28[9]:129–134, 191–201
6. ↑  青岛方言[ɔu]常被记作⟨au/ao⟩。

aĭ、uĭ、oĭ较罕见，主要产生自缩略形式。
另外，少数话语标记中还有鼻化元音，如oĩ“我的天！”及hõõ“哦？”或“哦吼！”。

### 辅音
八丈语的辅音与标准日语的基本相同，大多数辅音都能接所有元音或/j/。:15–16
|               |          | 唇音         | 舌冠音       | 舌冠音       | 软腭音       | 喉音         |
| ------------- | -------- | ------------ | ------------ | ------------ | ------------ | ------------ |
| 鼻音          | 鼻音     | m            | n            | n            |              |              |
| 塞音 / 塞擦音 | 清音     | p            | t            | c t͡s         | k            |              |
| 塞音 / 塞擦音 | 浊音     | b            | d            | z d͡z         | g ɡ          |              |
| 擦音          | 擦音     |              | s            | s            |              | h            |
| 闪音          | 闪音     |              | r ɾ          | r ɾ          |              |              |
| 近音          | 近音     | w            | j            | j            |              |              |
| 特殊音拍      | 特殊音拍 | N /N/, Q /Q/ | N /N/, Q /Q/ | N /N/, Q /Q/ | N /N/, Q /Q/ | N /N/, Q /Q/ |

1. ↑  宇津木方言中，元音间的/b/偶尔会实现为唇擦音[β]。[9]:196
2. ↑  T塞擦音[d͡z~d͡ʑ]和擦音[z~ʑ]实际上无别。本文都写作塞擦音。
3. ↑  宇津木方言的/s/同/t͡s/合流。[9]:195[2]:59
4. ↑  /h/接闭后元音/u/时，实现为唇音[ɸ]；被颚化时，实现为硬颚音[ç]。[2]:41–42另外，中之乡方言部分话者在低元音/a/前也会将其发作[ɸ]，如ha[ɸa]“齿”；hara[ɸaɾa]“腹”。其他所有环境的/h/都实现为[h]。
5. ↑  宇津木方言的/ɾ/依不同的音韵环境与/j/或零声母合流。具体地，共同八丈语/ɾa、ɾo、ɾj/在宇津木方言中一般变为[ja、jo、j]；/ɾi, ɾu/变为[i, u]；/ɾe/变为[je]或[e]。[9]:192–194
6. ↑  /ɾ/少见于词首（主要出现在日语汉字词中），倾向于变为/d/。如八丈语デエネン（deeneN）；日语“来年”（rainen）。[2]:50–51
7. 1 2  /j、w/分别后接/i、u/时会消失，如向格助词i~jii的变体jii[iː]。
8. ↑  /N/仅见于韵尾，与声母位置的m、n对应。默认实现为舌背音[ɴ~ŋ]，若后跟阻碍音或鼻音，则其发音部位与后跟的音变为相同的。[2]:62
9. ↑  /Q/表示后接辅音的延长，如日语的促音。与标准日语不同的是，八丈语的Q还能出现在浊音之前。[2]:62–63

### 音系过程
除上述变化之外，八丈语还有一些别的条件音变：

#### /t、d/擦化
后接高元音/u、i/（无论长短）时，塞音/t、d/变为塞擦音，分别同c/t͡s/、z/d͡z/合流。:52–61

#### 舌冠音颚化
后接高元音/i/（无论长短）或介音/j/时，舌冠音n、t、d、c、z、s从齿龈音变为硬颚音。于是t-j、c-j变为cj[t͡ɕ]；d-j和z-j变为zj[d͡ʑ]；s-j变为sj[ɕ]，n-j变为nj[ɲ]。:44–50:52–61:15–16
/j/已经是硬颚音了，任何类似于**/jj/的序列都会被简化为/j/。
舌冠塞擦音c、z偶尔会自发地颚化为cj、zj，比较宇津木方言ミゾマ（mizoma）[mʲid͡zoma]和㭴立方言ミジョマ（mizjoma）[mʲid͡ʑoma]“下水道；排水”，比较日语“溝”（mizo）。:52–54, 264

#### 元音接合
除上述长元音之外，八丈语一般不允许出现跨词素的连续元音。若通过复合、加缀、辅音省略等手段造出了相邻的元音，两个元音会发生接合。两个元音接合的情况如下表：
|    | -e | -i | -o | -u | -wa     |
| -- | -- | -- | -- | -- | ------- |
| a- | ee | oo | ee | oo | awa, oo |
| e- | ei | ei | ei | ei | ewa, ja |
| i- | je | ii | jo | ju | iwa, ja |
| o- | ei | ei | ou | ou | owa, oo |
| u- | ii | ii | uu | uu | uwa, uu |

1. ↑  元音与主题标记助词wa的共时接合一般会被词素边界阻断。
2. 1 2  值得注意的是，e-e、o-o分别产生ei、ou，而不是**ee和**oo。
3. ↑  青岛方言和末吉方言中，i-o组合同现代ii。词中的*io则规则变为jo，如ショ（sjo）“潮”←上古日语“潮”（sipo）。

值得注意的不规则变化有：
- a-wo → ou，如1.1Aʼ类动词的活用，其词干以...aw-结尾，如utaw-“歌”→作定语*utaw-o→utou。
- e-wa → a，见于某些方言人称代词接主题标记-wa（ware-wa→wara）。
- o-wa → a，见于状态动词-ar-的活用（*-arowa→-ara）、系词dara的活用（*darowa→dara）、新型否定-Nn(ak)-的活用（*-Nnakowa→-Nnaka），等等。

词源上一般都遵循这些规则，但也有些例外：
- *uwa → a，见于*kuwa→ka“锄头”（与日语“鍬”（kuwa）有关）。
- *ie → ei，见于一些二段动词活用，如*kierowa→keirowa“消失”（与上古日语“消ゆ”（ki1yu、ki1ye-）有关）。
- *ue → ei，见于*suerowa→seirowa“设置”（与日语“据える”（sueru）有关）。
- *ui → ei，见于*uttui→uQcei“前天”（与日语“一昨日”（ototoi）有关）。
- *ei → ee，见于一个词：*tame(s)ite→tameete“试着”（tamesowa“尝试”的分词形式，与日语“試す”（tamesu）有关）。[1]:155
- *owa → ou，见于一个词：*kowasowa→kousowa“摧毁”（与日语“壊す”（kowasu）有关）。

元音接合可被词法统一阻断，也可被其他方言或本土日语影响。

##### 不接合
作为上述元音接合规则的例外，有些特殊情况下元音[i]接短元音a、o、u时不会发生接合，而是变成长元音aĭ、oĭ、uĭ。这一般发生在/ɾe/变成[i]之后，如waĭra“我们”（来自warera）和nomaraĭdou“尽管喝酒”（来自nomararedou）。这种现象取决于不同方言、不同话者。
不接合的元音在宇津木方言中较为普遍，这主要是因为其他方言中的ri、ru、re因为词中/ɾ/的消失变为[i]、[u]、[e]。因此，古代的ari和aru合流为[ɐi]、[ɐu]，与共同八丈语ei、ou相同。比较：:192–194
| 共同八丈语              | 三根方言发音  | 宇津木方言发音 | 词义           |
| ----------------------- | ------------- | -------------- | -------------- |
| オジャリヤレ/ozjarijare | [od͡ʑaɾʲijaɾe] | [od͡ʑɐijɐe]     | “欢迎”         |
| タル/taru               | [taɾu]        | [tɐu]          | “桶”           |
| マルバラ/marubara       | [maɾubara]    | [mɐubaː]       | “死了”         |
| オキレバ/okireba        | [okʲiɾeba]    | [okʲɪeba]      | “当（他）醒”   |
| カブレ/kabure           | [kabuɾe]      | [kabʊe]        | “戴（帽子）！” |

#### 辅音延长
大多数辅音在延长时没有特殊变化：t[t]→Qt[tt]。也有些例外，主要是以/Q/结尾的前缀引起的：
- h的延长：h延长时，变为Qp[pp]—例如oQ-（强化前缀）+hesowa“推”→oQpesowa“推”。[14]
- n和m的延长：n或m延长时，分别变为Nn[nn]或Nm[mm]—例如，hiQ-（强化前缀）+magarowa“弯折”→hiNmagarowa“弯折”。
- s的延长：s或sj延长时，会产生一个插音[t]，分别变为Qc[tt͡s]或Qcj[tt͡ɕ]—例如hiQ-（强化前缀）+simerowa“系”→hiQcimerowa“系”。这一特征见于除末吉方言外的所有方言，末吉方言规律变为Qs[ss]和Qsj[ɕɕ]。[2]:59–63

坂上方言（其他方言偶见）中，/N/后接浊阻碍音会变为/Q/：
- b、d、g、z的特殊延长：坂上方言中，古Nb、Nd、Ng、Nz常会变为Qb、Qd、Qg、Qz。例如，jomowa“读”的分词在㭴立方言中是joQde[jodde]，不同于其他大多数方言的joNde[jonde]。

#### 连浊
与日语一样，八丈语也会发生連濁，即清阻碍音在组成复合词时浊化：
| 无连浊 | p | h | t | c | s | k |
| 有连浊 | b | b | d | z | z | g |

其他音不受连浊影响。

## 语法
八丈语的主要语法特征有中心词后置、左向分支、话题优先、论元省略，默认语序为SOV，名词无性之分，也几乎没有数的变化。
八丈语保留了一些上古日语—特别是上代东国方言（EOJ）—的语法特征：:3–14, 35–38, 109–120
- 形容动词用定语后缀-ke来自EOJ。比较上古日语西部方言-ki1>现代日语～い（-i）。
- 动词定语后缀-o ~ -ro'来自EOJ。比较上古日语西部方言和现代日语-u ~ -ru。
- 从动词派生状态词的中缀-ar-来自EOJ。比较上古日语西部方言-e1r-。
- 动词过去时后缀-ci ~ -zi，来自上古日语-si（-ki1的定语）。
- 动词推量形-naw-来自EOJ-nam-。比较上古日语西部方言-ram-、现代日语-rō。
- 存在动词arowa可用于所有主语，没有有生性。
  - 动词irowa（与日语iru同源）只有“坐”的本义。
- 助词ga、no均用于标记主格和属格。
- 许多疑问助词基于an-，如ani“什么”、aNde“为什么”、aNsei“为什么”。比较上古日语西部方言nan-：“何”nani、なんで（nande）“为什么”、なぜ（naze）“为什么”。
- 日语的系结仍可见于疑问助词ka（与日语か/ka有关）和焦点助词ka、koo（可能与日语こそ/koso有关）。这一现象在中世日语中逐渐消亡，江户时代已经彻底消失。[15]:358–361
- 原始日语*e和*o常常没有经历高化，保留了原貌，EOJ也如此。上古日语西部方言中，这两个元音常常与i1和u合流。

八丈语也有不见于现代标准日语的自己的变化：
- 许多情景下的动词后缀-u ~ -ru被新的陈述式-owa ~ -rowa取代。
- k-和g-词干动词的分词（te形）以-Qte、-Nde结尾，不同于现代日语方言的-ite和-ide。

- 一些动词词汇基于类祈愿式后缀-oosi，某种程度上与中古日语的祈愿式～ま欲し-(a)maosi有关。

## 词汇
八丈语有大量无法从日语同源词推出的词汇。这主要是因为八丈语的主体来自上古日语东部方言（上代东国日语），或发生过不规则变化。
| 八丈语                   | 上代东国方言 | 同源词 |
| ------------------------ | ------------ | --- |
| nubur- “爬”              | --           | 上る nobor- （ModJ） no2bor-（WOJ） nubuyuɴ (冲绳语)                                                                 |
| horow- “捡起”            | pirop-       | 拾う hirow- (ModJ) 拾ふ firof- (EMJ) pi1rip- (WOJ) firiɴ ~ firiyuɴ (冲绳语) phurūruɴ (今归仁国头语)                  |
| houm- “口衔”             | popom-       | 含む fukum- “包含”(ModJ) pupum- (WOJ)                                                                                |
| nogow-“擦拭”             | nogop-       | 拭う nuguw- (ModJ) 拭ふ nogof- (EMJ) nuguyuɴ (冲绳语)                                                                |
| ote- “掉”                | --           | 落ちる ochi- (ModJ) oti- (WOJ) *ote- (PR) ʔutiyuɴ (冲绳语)                                                           |
| ore-“减少；下（船、车）” | --           | 降りる ori- (ModJ) ori- (WOJ) *ore- (PR) ʔuriyuɴ (冲绳语)                                                            |
| memezume “蚯蚓”          | --           | 蚯蚓 mimizu (ModJ) mimidu (EMJ) *memezu (PR) mimiji (冲绳语)                                                         |
| asub-“玩”                | --           | 遊ぶ asob- (ModJ) aso1b- (WOJ) *asub- (PR) asibuɴ ~ ashibuɴ (冲绳语)                                                 |
| igok- “工作”             | --           | 動く ugok- (ModJ) ugo1k- (WOJ) *igok- (PR) ʔɴjuchuɴ, ʔɴjuk- (冲绳语)                                                 |
| kasjag- “倚靠；倾斜”     | --           | 傾ぐ kashig- (ModJ) kashig-, katag- (近世日语)                                                                       |
| kasik- “蒸；煮”          | --           | 炊ぐ kashig- (ModJ) kasik- (EMJ) kashichii“强饭”(冲绳语)                                                             |
| katog- “忍受”            | --           | 担ぐ katsug- (ModJ) katug- (近世)                                                                                    |
| jo “鱼”                  | --           | 魚 uo (ModJ) uwo ~ iwo (EMJ) *iyo (PR) ʔyu (冲绳) ɿɿu (宫古语)                                                       |
| hito, tecu ~ teQcu “1”   | --           | 一 hito, 一つ hitotsu (ModJ) pi1to2, pi1to2tu (WOJ) *pito, *pitetu (PR) chu, tiitsi (冲绳语) pɿtu, pɿtiitsɿ (宫古语) |

八丈语也保留了大部分日语方言中已经废弃不用的词，如：:159–168
| 八丈语                 | 同源词                                            |
| ---------------------- | ------------------------------------------------- |
| magure- “模糊的”       | 眩る magure- “变晕” (LMJ)                         |
| heirak- “伤害；叮、蜇” | 疼らく fifirak- “叮、蜇” (EMJ)                    |
| hotour- “变热”         | 熱る fotofor- ~ fotobor- “排热” (EMJ)             |
| sjo-ke “已知”          | 著き siru-ki1 ~ (iti)siro1-ki1 “已知、显著” (WOJ) |
| nabure- “藏”           | 隠る nabar- ~ namar- “藏” (EMJ)                   |
| njow- “呻吟”           | 呻吟ふ niyof- ~ niyob- “呻吟” (EMJ)               |
| kour- “爱”             | 恋ふ kofi- (EMJ) ko1pi2- (WOJ)                    |

1. ↑  从二段动词不规则地变为1.1B类动词，最可能是经过上古日语定语形式*kop-uro，重分析为kopur-o。[1]:147–158

也有些词在标准日语中确实存在，但词义发生了变化：:147–269
| 八丈语                          | 日语同源词               |
| ------------------------------- | ------------------------ |
| ヤマ/jama“原野”                 | 山 yama                  |
| ゴミ/gomi“柴火”                 | ゴミ gomi“垃圾”          |
| オヤコ/oyako“亲属”              | 親子 oyako               |
| コワキャ/kowakja“疲劳”          | 怖い kowai               |
| ニクキャ/nikukja“丑”            | 憎い nikui“可憎”         |
| カモワ/kamowa“吃”               | 噛む kamu“嚼、咬”        |
| イジメロワ/izimerowa“骂”        | 苛める ijimeru“虐待”     |
| ヘイロワ/heirowa “叫”           | 吠える hoeru“（狗）吠叫” |
| ヤドロワ/jadorowa“就寝（敬语）” | 宿る yadoru “过夜”       |
| マルボワ/marubowa “死”          | 転ぶ marobu “摔倒”       |

八丈语也有一些来源不明的词：:71–92
| 八丈语                    | 词义       |
| ------------------------- | ---------- |
| トギロワ/togirowa         | 邀请；唤起 |
| カスロワ/kasurowa         | 忘         |
| デーツィキャ/deecikja     | 整洁       |
| クツカワスメ/kucukawasime | 蝉         |
| ケービョーメ/keebjoome    | 蜥蜴       |
| ヒョウラ/hjoura           | 午饭       |
| ツゥベ/cube               | 屋顶       |
| ゾクメ/zokume             | 公牛       |
| アビ/abi                  | 莓         |

### 文献
- Frellesvig, Bjarke, , Cambridge University Press, 2010, ISBN 978-1-107-40409-0.
- Iannucci, David J., , University of Hawaiʻi at Mānoa, 2019. Ph.D. Thesis.
- Kaneda Akihiro, , 笠間書院, 2001.
- Kibe Nobuko (编), , 大学共同利用機関法人, 2013.
- Kupchik, John E., , University of Hawaiʻi, 2011. Ph.D. Thesis.
- NINJAL, , 1950.
- Vovin, Alexander, , , Oxford University Press, 2017, ISBN 978-0-19-938465-5, doi:10.1093/acrefore/9780199384655.013.277 .
- Vovin, Alexander, , Global Oriental, 2009, ISBN 978-1-905246-82-3.

## 阅读更多
- （日語） 八丈语示例及转写 （页面存档备份，存于）
- （英語） 日本濒危语言数据库 （页面存档备份，存于）